# Antiphrisson koo
Antiphrisson koo är en tvåvingeart som beskrevs av Pavel Lehr 1986. Antiphrisson koo ingår i släktet Antiphrisson och familjen rovflugor. Inga underarter finns listade i Catalogue of Life.